# كريستوبال ماركيز
كريستوبال ماركيز (بالإسبانية: Cristóbal Márquez)‏ هو لاعب كرة قدم إسباني، ولد في 21 أبريل 1984 في مدريد في إسبانيا. لعب مع أوليمبياكوس فولو ونادي أوكلاند سيتي ونادي إلتشي ونادي ديبورتيفو طليطلة ونادي سان سباستيان دي لوس رييس ونادي فياريال ب ونادي فياريال ونادي كارباتي لفيف ونادي كونكينسي.

## وصلات خارجية
- كريستوبال ماركيز على موقع الاتحاد الدولي (مؤرشف)  (الإنجليزية)
- كريستوبال ماركيز على موقع اتحاد أوكرانيا (الإنجليزية)
- كريستوبال ماركيز على موقع قاعدة بيانات كرة القدم.إي يو (الإنجليزية)
- كريستوبال ماركيز على موقع Soccerway.com (الإنجليزية)